# Liste der Biografien/Krai
Liste der Biografien |
Portal Biografien |
Personensuche
# |
A |
B |
C |
D |
E |
F |
G |
H |
I |
J |
K |
L |
M |
N |
O |
P |
Q |
R |
S |
T |
U |
V |
W |
X |
Y |
Z |
?
 
Ka |
Kb |
Kc |
Kd |
Ke |
Kf |
Kg |
Kh |
Ki |
Kj |
Kl |
Km |
Kn |
Ko |
Kp |
Kr |
Ks |
Kt |
Ku |
Kv |
Kw |
Ky |
Kx |
Kz
 
Kra |
Krb |
Krc |
Kre |
Krg |
Krh |
Kri |
Krj |
Krk |
Krl |
Krm |
Krn |
Kro |
Krp |
Krs |
Krt |
Kru |
Kry |
Krz
 
Kraa |
Krab |
Krac |
Krad |
Krae |
Kraf |
Krag |
Krah |
Krai |
Kraj |
Krak |
Kral |
Kram |
Kran |
Krap |
Krar |
Kras |
Krat |
Krau |
Krav |
Kraw |
Krax |
Kray |
Kraz
Die Liste der Biografien führt alle Personen auf, die in der deutschsprachigen Wikipedia einen Artikel haben. Dieses ist eine Teilliste mit 53 Einträgen von Personen, deren Namen mit den Buchstaben „Krai“ beginnt.

## Krai

### Kraic
- Kraichel, Maria (1878–1954), österreichische Politikerin (SDAP), Landtagsabgeordnete
- Kraichnan, Robert (1928–2008), US-amerikanischer Physiker

### Kraid
- Kraidman, Yair (* 1932), israelischer Schachspieler

### Kraie
- Kraienhorst, Clemens (1905–1989), deutscher Politiker (KPD, DKP), MdL

### Kraig
- Kraig, Donald Michael (1951–2014), US-amerikanischer Autor
- Kraiger, Jens Felix (* 1979), österreichischer Eishockeyspieler und -trainer
- Kraiger, Johann Gangolph (1829–1907), Bürgermeister, Mitglied des Provinziallandtages der Provinz Hessen-Nassau
- Kraigher, Sergej (1914–2001), jugoslawischer Politiker und Vorsitzender des Staatspräsidiums Jugoslawiens
- Kraigher-Mlczoch, Otto (1886–1951), mährisch-kärntnerischer Künstler
- Kraigher-Porges, Josepha (1857–1937), österreichische Schriftstellerin

### Kraih
- Kraihamer, Dominik (* 1989), österreichischer AutorennfahrerDominik Kraihamer (* 1989)

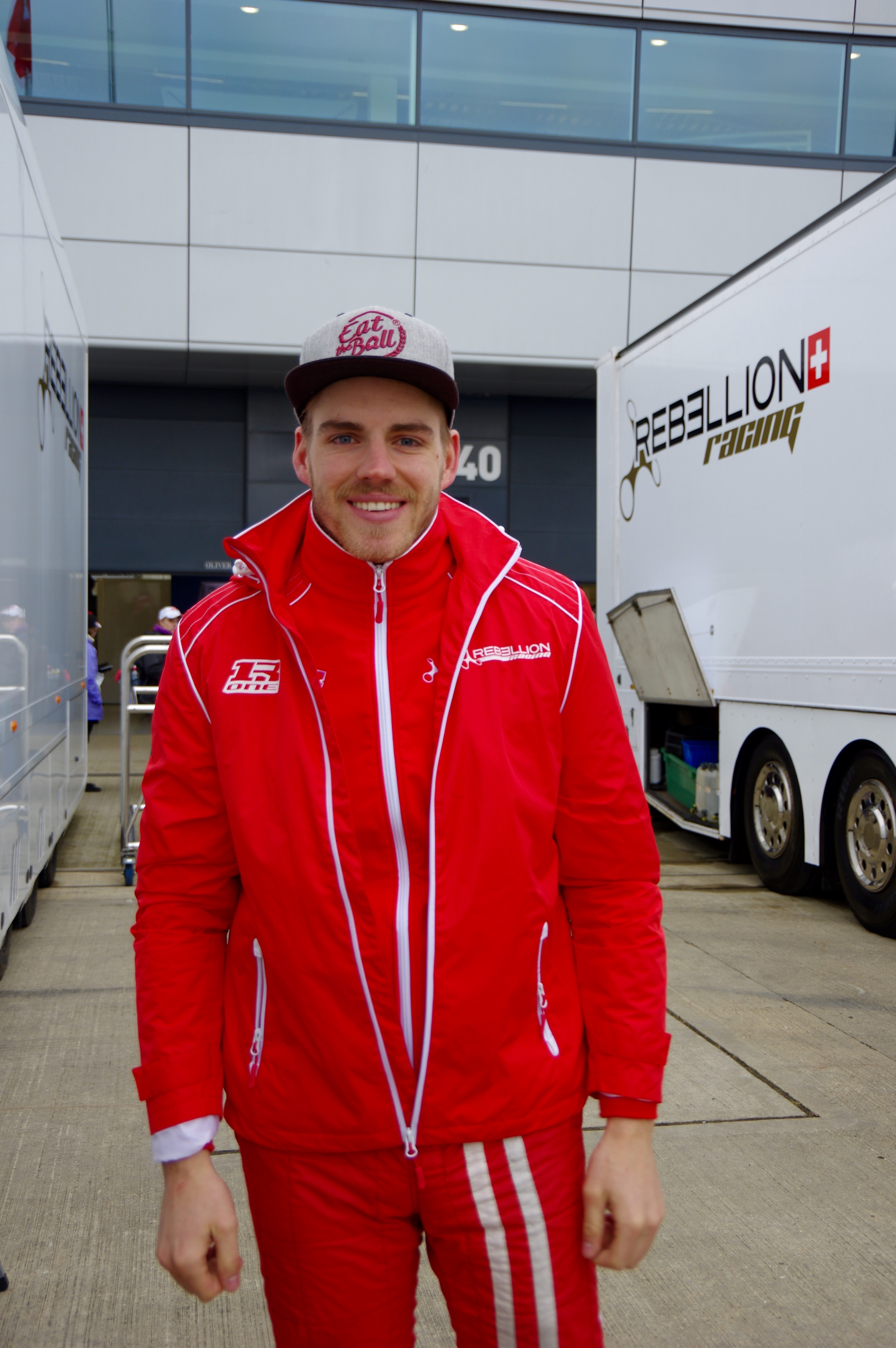
Dominik Kraihamer (* 1989)

### Kraik
- Kraiker, Gerhard (1937–2015), deutscher Politikwissenschaftler
- Kraiker, Wilhelm (1899–1987), deutscher Klassischer Archäologe
- Kraikiat Beadtaku (* 1982), thailändischer Fußballspieler
- Kraikitti In-utane (* 1989), thailändischer Fußballspieler

### Krail
- Krailas Panyaroj (* 1994), thailändischer Fußballspieler
- Krailing, Philipp (1827–1884), Landtagsabgeordneter Großherzogtum Hessen
- Krailing, Tom, Schweizer Musiker
- Krailsheimer, Hans (1888–1958), deutscher Autor

### Krain
- Krain, Willibald (1886–1945), deutscher Maler, Zeichner und Illustrator
- Krainer, Adrian (* 1992), österreichischer Snowboarder
- Krainer, Adrian R. (* 1958), uruguayisch-US-amerikanischer Molekularbiologe
- Krainer, Beatrix (* 1979), österreichische Langstreckenläuferin
- Krainer, Josef junior (1930–2016), österreichischer Politiker (ÖVP), Landtagsabgeordneter, Abgeordneter zum NationalratJosef Krainer junior (1930–2016)

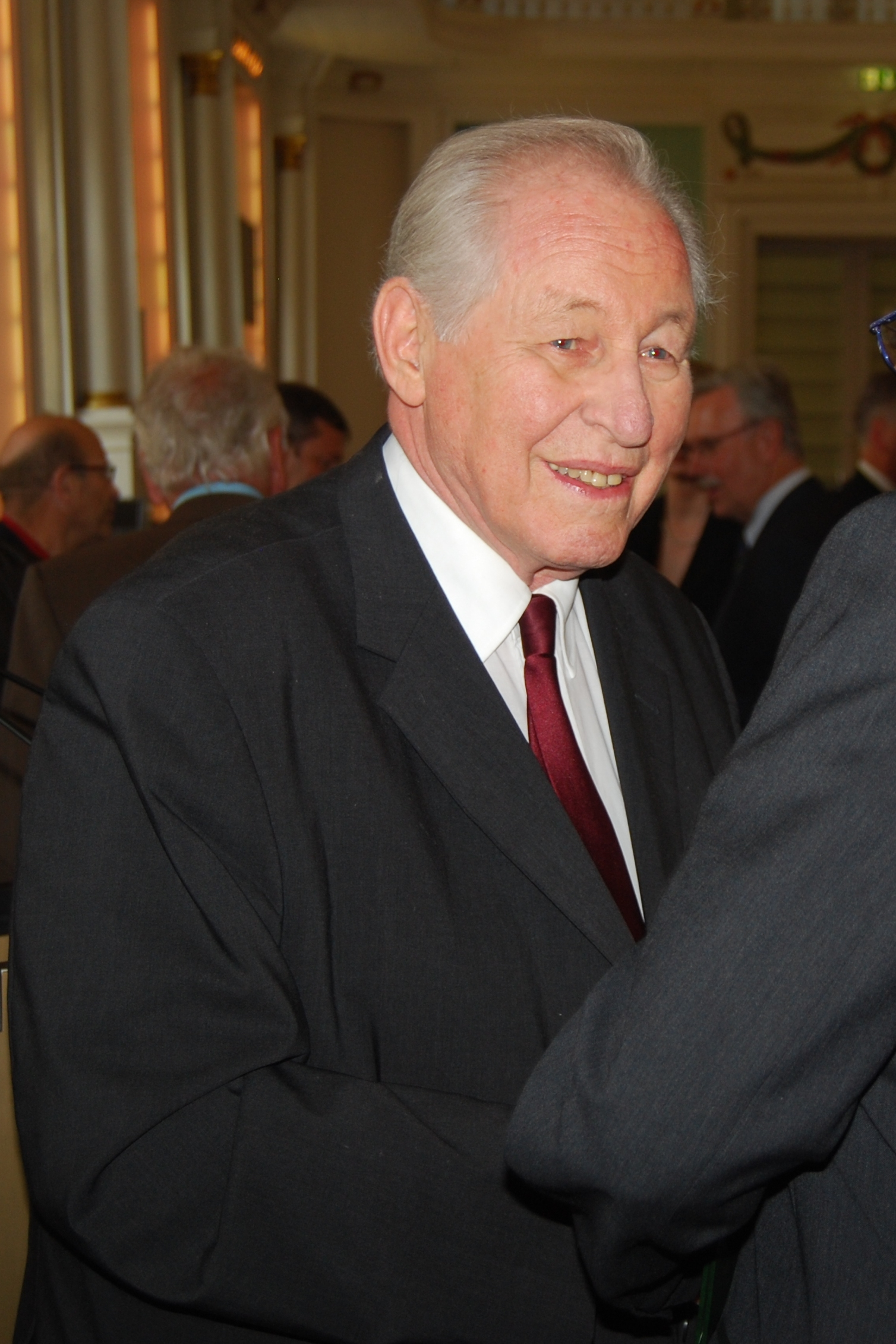
Josef Krainer junior (1930–2016)

- Krainer, Josef senior (1903–1971), österreichischer Politiker (CS, ÖVP), Mitglied des Bundesrates
- Krainer, Kai Jan (* 1968), österreichischer Politiker (SPÖ), Abgeordneter zum Nationalrat
- Krainer, Konrad (* 1958), österreichischer Bildungswissenschaftler
- Krainer, Larissa (* 1967), österreichische Philosophin und Kommunikationswissenschaftlerin
- Krainer, Lore (1930–2020), österreichische Kabarettistin und Chansonsängerin
- Krainer, Marco (* 1981), österreichischer Koch
- Krainer, Paul (1869–1935), österreichisch-deutscher Maschinenbauingenieur und Hochschullehrer für Schiffsmaschinenbau
- Krainew, Wladimir Wsewolodowitsch (1944–2011), russischer Pianist und Hochschullehrer
- Krainhöfner, Andreas (1925–2015), deutscher Kommunalpolitiker
- Krainick, Horst-Günther (1908–1968), deutscher Mediziner
- Krainin, Julian (* 1941), US-amerikanischer Filmproduzent, -regisseur, Kameramann und Drehbuchautor
- Krainjukow, Konstantin Wassiljewitsch (1902–1975), sowjetischer Generaloberst der Roten Armee, Politoffizier und Mitglied des Kriegsrates der 40. Armee (Rote Armee) der Woronescher Front
- Kraiński, Maurycy (1804–1885), galizischer Politiker und Gutsbesitzer
- Krainz, Ewald (* 1950), österreichischer Psychologe und Hochschullehrer
- Krainz, Hans (1906–1980), Schweizer Gärtner und Kakteenspezialist
- Krainz, Johann (1847–1907), österreichischer Lehrer, Volkskundler, Sagenforscher, Erzähler und Schriftsteller
- Krainz, Manuel (* 1992), österreichischer Fußballspieler
- Krainz, Marco (* 1997), österreichischer Fußballspieler

### Krais
- Krais, Beate (* 1944), deutsche Soziologin
- Krais, Jakob (* 1983), deutscher Historiker
- Krais, Julius (1807–1878), schwäbischer Pfarrer und Dichter
- Kraish, Mousa (* 1975), US-amerikanischer Schauspieler
- Kraiß, Dietrich (1889–1944), deutscher GeneralleutnantDietrich Kraiß (1889–1944)

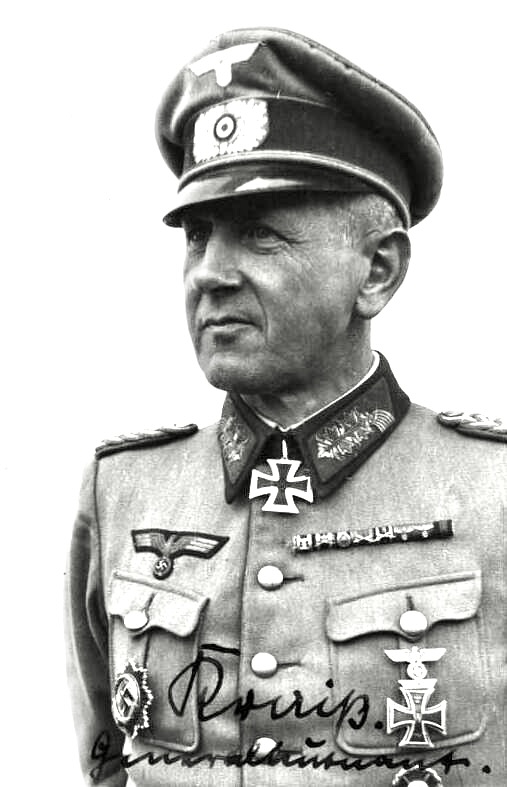
Dietrich Kraiß (1889–1944)

- Kraiss, Robert (* 1972), deutscher Zeichner, Bildhauer, Musiker, Schriftsteller, Maler und Hochschullehrer
- Kraißer, Susanne (* 1977), deutsche Bildhauerin und Künstlerin

### Krait
- Kraitchik, Maurice (1882–1957), belgischer Mathematiker
- Kraitschek, Gustav (1870–1927), österreichischer Anthropologe und Realschulprofessor
- Kraitzek, Gerhard (1925–2016), deutscher Fußballspieler

### Kraiw
- Kraiwit Boonlue (* 2003), thailändischer Fußballspieler